# Heteropoda lashbrooki
Heteropoda lashbrooki este o specie de păianjeni din genul Heteropoda, familia Sparassidae. A fost descrisă pentru prima dată de Henry Roughton Hogg în anul 1922.
Este endemică în Vietnam. Conform Catalogue of Life specia Heteropoda lashbrooki nu are subspecii cunoscute.